# 阿比·斯坦纳
阿比·斯坦纳（英語：Abby Steiner，1999年11月24日—），美国女子田径运动员，主攻短跑，2022年美国室外田径锦标赛女子200米金牌得主、2022年世界田径锦标赛女子4×100米接力和女子4×400米接力金牌得主。